# Jumellea recta
Espèce
Statut CITES
Jumullea recta est une espèce de plantes à fleurs de la famille des Orchidaceae (les orchidées) du genre Jumellea, endémique de l'île de La Réunion et de l'île Maurice. On la trouve sur les rochers, à la base des troncs d'arbres des forêts semi-sèches et à l'ombre des forêts humides.
Elle est fécondée par des papillons de nuit, seuls à pouvoir atteindre le nectar au fond de l'éperon.